# Huberia brounii
Huberia brounii Forel, 1895 è una formica endemica della Nuova Zelanda.

## Descrizione
È una specie scarsamente conosciuta. Gli occhi sono piuttosto grandi e convessi. La lunghezza della formica operaia è di circa 3,2-3,5 mm. Ciascuna antenna ha 11 segmenti, di cui l'ultimo è un gruppo di 4.
Le regine non hanno ali e sono simili alle operaie. È uniformemente di colore da ruggine a marrone scuro.

## Biologia
Si trova di solito nelle foreste locali, sotto la lettiera. Le colonie sono piccole e raramente visibili.